# Claude Terry
Claude Lewis Terry (Salida, 12 gennaio 1950) è un ex cestista statunitense, professionista nella ABA e nella NBA.

## Carriera
Venne selezionato dai Phoenix Suns al terzo giro del Draft NBA 1972 (42ª scelta assoluta).

## Palmarès
- ABA All-Star Game: 1

1976
- Nono miglior giocatore di sempre in ABA per percentuale al tiro da tre punti (.338)